# Varicorhinus pellegrini
Varicorhinus pellegrini är en fiskart som beskrevs av Bertin och Estève, 1948. Varicorhinus pellegrini ingår i släktet Varicorhinus och familjen karpfiskar. IUCN kategoriserar arten globalt som otillräckligt studerad. Inga underarter finns listade i Catalogue of Life.